# Scirocco (contratorpedeiro)
O Scirocco foi um contratorpedeiro operado pela Marinha Real Italiana e a segunda embarcação da Classe Maestrale. Sua construção começou em setembro de 1931 no Cantiere navale di Riva Trigoso e foi lançado ao mar em abril de 1934, sendo comissionado na frota italiana em outubro do mesmo ano. Era armado com uma bateria principal composta por quatro canhões de 120 milímetros e seis tubos de torpedo de 533 milímetros, tinha um deslocamento carregado de pouco mais de duas mil toneladas e alcançava uma velocidade máxima de 33 nós.
O Scirocco teve um início de carreira tranquilo, mas ajudou na intervenção italiana na Guerra Civil Espanhola ao escoltar navios de transporte de voluntários. Na Segunda Guerra Mundial, participou de várias operações de escoltas de comboio para a Campanha Norte-Africana e também esteve presente na Batalha da Calábria em julho de 1940 e na Segunda Batalha de Sirte em março de 1942. A frota italiana foi pega por uma grande tempestade ao retornarem deste último confronto e o navio ficou para trás e acabou afundando na manhã de 23 de março. Houve dois sobreviventes.